# Góra Lotników
Góra Lotników (ang. Mount Pilots) - góra na Wyspie Króla Jerzego na zachodnim wybrzeżu Zatoki Admiralicji Wznosi się na 600 m n.p.m. powyżej Lodowca Komitetu Badań Polarnych.
Góra została nazwana na cześć pilotów helikoptera Polskiej Ekspedycji Antarktycznej latem 1978/79 do Stacji Arctowskiego.